# Око Дьявола (роман)
«Око Дьявола» (англ. The Devil's Eye) — научно-фантастический роман американского писателя Джека Макдевита, впервые опубликованный издательством Ace Books в 2008 году. Это четвёртый роман в серии об Алексе Бенедикте (предыдущие Военный талант, Полярис и Искатель).
Алекс Бенедикт получает от писательницы Викки Грин странное письмо с просьбой о помощи, а сама она через некоторое время добровольно проходит процедуру полного стирания памяти. Алекс начинает расследование, чтобы выяснить истину.

## Сюжет

### Вселенная серии романов
Вселенная серии романов про Алекса Бенекдикта развивается приблизительно через 10 000 лет от нашего времени. Человеческая цивилизация вышла в дальний космос и разошлась по значительной части Рукава Ориона в Млечном пути. Люди успели установить контакт с инопланетной цивилизацией ашиуров. Сфера обитания планет ашиуров примыкает к мирам человеческой цивилизации по периметру. Ашиуры — гуманоиды, к тому же являются телепатами и могут с некоторым трудом «читать» человеческие мысли и эмоции. Они не способны воспроизводить устную речь без механических приспособлений, поэтому часто их называют «немыми». Ашиурская цивилизация гораздо более древняя, чем человеческая, но развивающаяся гораздо медленнее. Ашиурам люди кажутся агрессивными, ненадёжными и неэтичными. Себя они считают более развитым типом, чем люди. Цивилизации друг к другу относятся с недоверием, хотя и без открытой войны.
Человечество живёт на многих планетах галактики и создало Конфедерацию. Квантовый двигатель, позволяющий мгновенно преодолевать значительные расстояния, даёт возможность относительно легко путешествовать между отдалёнными друг от друга планетами и поддерживать связь с Землёй.

### Основной сюжет
Алекс Бенедикт получает странное, наполненное отчаянием видеопослание от знаменитой сочинительницы популярных романов Викки Грин, сопровождаемое просьбой о помощи. Кроме того, Алекс получает от писательницы значительную сумму денег. При попытке узнать, что случилось с Викки, Алекс и его помощница Чейз Колпат выясняют, что она подвергла себя добровольной процедуре стирания памяти, и теперь живёт новой жизнью в неизвестном месте. Незадолго до этого Викки путешествовала на планету Салуд Дальний, в буквальном смысле находящуюся на краю галактики, где собирала материал для очередного романа. Алекс Бенедикт вместе с его подругой Чейз Колпат вылетают на Салуд.
Салуд Дальний известен, во-первых, тем, что находится очень далеко от основного места обитания людей, буквально на краю Млечного Пути. И, во-вторых, на небе Салуда Дальнего ярко светит одна-единственная звезда — сверхгигант Каллистра. Других звёзд на его небе нет. Прибыв на планету, Алекс и Чейз пытаются выяснить, куда именно ездила Викки, и что с ней стряслось. Они выясняют маршрут писательницы и следуют ему, попутно знакомясь с историей планеты.
В процессе расследования герои книги раскрывают заговор группы чиновников из правительства Салуда Дальнего. Выясняется, что Каллистра много лет назад стала сверхновой, и теперь волна гамма-лучей со скоростью света движется в сторону планеты. Радиация настолько сильна, что в краткое время полностью стерилизует Салуд. Викки Грин узнала об этом, и её тут же схватили спецслужбы планеты. После поставленного ей гипноблока, не дававшего Викки рассказать правду, писательница публично стёрла свою память, чтобы привлечь внимание Алекса Бенедикта, известного в решении сложных проблем. Её план, как уже знают читатели, увенчался успехом.
Группа заговорщиков пытается сначала остановить, а потом и убить Алекса с Чейз, аргументируя это тем, что планету уже не спасти, но у людей будет три года спокойной жизни. Однако Алекс и Чейз ухитряются сбежать, а потом и сообщить об угрозе катастрофы членам правительства, не участвующим в заговоре. Широкой общественности становится известно, что планета через 3 года обречена на гибель.
В правительстве Салуда Дальнего происходят кадровые изменения, заговорщики арестованы, и чиновники с учёными лихорадочно ищут варианты решения проблемы. Один из вариантов — рыть бункеры в земле, чтобы уберечься от радиации, второй — полная эвакуация населения. Ни один из вариантов не годится, поскольку все равно погибнут десятки миллионов людей. На планете нет ресурсов для постройки нужного количества бункеров, а Объединённая Федерация человеческих планет не может прислать корабли для эвакуации населения, так как из-за угрозы ашиуров невозможно снять с боевых дежурств космолёты. Почти весь флот людей занят на военном периметре.
Однако неожиданно возникает третий план — построение космического щита для защиты планеты от гамма-излучения. Для этого космические корабли должны использовать астероиды, помещая их вплотную друг к другу в непосредственной близости к Салуду. Учёные сообщают, что эта задача при нынешнем уровне технологий выполнима, но нужны все до единого корабли человечества, включая военные и частные. Иными словами, для выполнения проекта необходимо остановить войну с ашиурами.
Чейз Колпат немедленно летит на главную планету ашиуров, чтобы убедить их закончить войну. Алекс Бенедикт, со своей стороны, всеми силами пытается давить на правительство людей. Оба героя почти одновременно достигают успеха: Алекс имеет огромный авторитет на людских планетах, а Чейз, произнеся речь на ашиурской радиостанции, покоряет инопланетян-телепатов своей честностью и добротой. Люди и инопланетяне в краткий срок подписывают мирный договор. Боевой флот ашиуров массово сходит с орбит, направляясь к системе Салуда, и люди делают то же самое. Два объединённых флота в рекордное время создают астероидный щит, спасающий население планеты.
Алекс и Чейз входят в историю как великие герои, уберегшие от гибели миллиарды людей. А вместе с ними входит в историю и писательница Викки Грин — женщина, которая пожертвовала собой для спасения планеты Салуд Дальний.

## Основные персонажи
Алекс Бенедикт — авторитетный и очень успешный торговец космическим антиквариатом.
Чейз Колпат — партнёр Алекса по бизнесу и опытный частный межзвёздный пилот.
Викки Грин — популярная писательница романов ужасов.